# 아스팔트 (1964년 영화)
"아스팔트"는 한국에서 제작된 김기영 감독의 1964년 영화이다. 김진규 등이 주연으로 출연하였고 박원석 등이 제작에 참여하였다.

## 출연

### 주연
- 김진규
- 장동휘
- 주증녀
- 이대엽

## 기타
- 조명: 서병수
- 미술: 임명선